# Sotorribas
Sotorribas är en kommun i Spanien.   Den ligger i provinsen Provincia de Cuenca och regionen Kastilien-La Mancha, i den centrala delen av landet, 130 km öster om huvudstaden Madrid. Antalet invånare är 855. Arean är 149 kvadratkilometer.
Terrängen i Sotorribas är huvudsakligen kuperad, men den allra närmaste omgivningen är platt.